# Сербиненко, Николай Илларионович
Николай Илларионович Сербиненко (7 ноября 1922 — 9 марта 1981) — командир авиационного звена 707-го штурмового авиационного полка 189-й штурмовой авиационной дивизии 10-го штурмового авиационного корпуса 17-й воздушной армии 3-го Украинского фронта, подполковник. Герой Советского Союза.

## Биография

Могила Сербиненко на Восточном кладбище Минска

Родился 7 ноября 1922 года в селе Савчинское ныне Близнюковского района Харьковской области Украины.
В Красной Армии с 1940 года. В 1941 году окончил школу пилотов. В Великой Отечественной войне участвовал с мая 1942 года. Совершил на самолёте-штурмовике «Ил-2» двести шестьдесят два успешных боевых вылета.
18 августа 1945 года за образцовое выполнение боевых заданий командования на фронте борьбы с немецко-фашистскими захватчиками и проявленные при этом мужество и героизм лейтенанту Сербиненко Николаю Илларионовичу присвоено звание Героя Советского Союза с вручением ордена Ленина и медали «Золотая Звезда».
После войны продолжал службу в ВВС. С 1960 года подполковник Сербиненко — в отставке. Скончался 9 марта 1981 года.

## Награды
- Медаль «Золотая Звезда» № 6894 (18.08.1945);
- орден Ленина (18.08.1945);
- три ордена Красного Знамени;
- орден Отечественной войны 1-й степени;
- орден Отечественной войны 2-й степени;
- орден Красной Звезды;
- медали.